# Alangium
Alangium é um género botânico pertencente à família Cornaceae.

## Espécies
- Alangium alpinum (C.B.Clarke) W.W.Sm. & Cave
- Alangium barbatum (R.Br. ex C.B.Clarke) Baill. ex Kuntze3
- Alangium brachyanthum Merr.
- Alangium chungii H.L.Li
- Alangium circulare B.C.Stone & Kochummen
- Alangium grisolleoides Capuron
- Alangium havilandii Bloemb.
- Alangium javanicum (Blume) Wangerin3
- Alangium kurzii Craib
- Alangium longiflorum Merr.
- Alangium maliliense Bloemb.
- Alangium nobile (C.B.Clarke) Harms
- Alangium platanifolium (Siebold & Zucc.) Harms
- Alangium premnifolium Ohwi
- Alangium qingchuanense M.Y.He
- Alangium ridleyi King
- Alangium rotundifolium (Hassk.) Bloemb.
- Alangium salviifolium (L.f.) Wangerin1
- Alangium scandens Bloemb.
- Alangium sinicum (Nakai) S.Y.Hu, Spongberg & Z.Cheng
- Alangium taiwanianum Masam.
- Alangium tetrandrum R.H.Miao
- Alangium tonkinense Gagnep.
- Alangium uniloculare (Griff.) King
- Alangium villosum (Blume) Wangerin9
- Alangium yunnanense C.Y.Wu ex W.P.Fang